# Denver Nuggets 1995-1996
La stagione 1995-96 dei Denver Nuggets fu la 20ª nella NBA per la franchigia.
I Denver Nuggets arrivarono quarti nella Midwest Division della Western Conference con un record di 35-47, non qualificandosi per i play-off.

## Roster
| N° | Naz.                   | Ruolo | Sportivo           | Anno | Alt. | Peso |
| -- | ---------------------- | ----- | ------------------ | ---- | ---- | ---- |
| 1  | Stati Uniti (bandiera) | G     | Mahmoud Abdul-Rauf | 1969 | 185  | 73   |
| 3  | Stati Uniti (bandiera) | GA    | Dale Ellis         | 1960 | 201  | 93   |
| 5  | Stati Uniti (bandiera) | G     | Jalen Rose         | 1973 | 203  | 95   |
| 7  | Stati Uniti (bandiera) | A     | Don MacLean        | 1970 | 208  | 107  |
| 8  | Jugoslavia (bandiera)  | C     | Rastko Cvetković   | 1970 | 216  | 118  |
| 9  | Stati Uniti (bandiera) | G     | Greg Grant         | 1966 | 170  | 64   |
| 10 | Stati Uniti (bandiera) | G     | Randy Woods        | 1970 | 178  | 84   |
| 11 | Stati Uniti (bandiera) | G     | Doug Overton       | 1969 | 191  | 86   |
| 20 | Stati Uniti (bandiera) | A     | LaPhonso Ellis     | 1970 | 203  | 109  |
| 21 | Stati Uniti (bandiera) | A     | Tom Hammonds       | 1967 | 206  | 98   |
| 23 | Stati Uniti (bandiera) | G     | Bryant Stith       | 1970 | 196  | 94   |
| 24 | Stati Uniti (bandiera) | AC    | Antonio McDyess    | 1974 | 206  | 100  |
| 27 | Stati Uniti (bandiera) | C     | Elmore Spencer     | 1969 | 213  | 122  |
| 34 | Stati Uniti (bandiera) | GA    | Reggie Williams    | 1964 | 201  | 86   |
| 35 | Stati Uniti (bandiera) | A     | Reggie Slater      | 1970 | 201  | 98   |
| 50 | Stati Uniti (bandiera) | C     | Matt Fish          | 1969 | 211  | 107  |
| 55 | Zaire (bandiera)       | C     | Dikembe Mutombo    | 1966 | 218  | 111  |

## Staff tecnico
- Allenatore: Bernie Bickerstaff
- Vice-allenatori: Gene Littles, Bob Kloppenburg